# Laurent Lacour
Laurent Lacour (geb. 15. Januar 1971) ist ein deutscher Designer, Unternehmer und Wissenschaftler in der Kommunikations- und Medienwirtschaft. Seit 2011 ist er Professor für Corporate Identity und Corporate Design an der Hochschule Düsseldorf.

## Leben
Laurent Lacour studierte visuelle Kommunikation und Kunst an der Hochschule für Gestaltung Offenbach am Main (HfG). Nach Praktika in Paris u. a. bei Intégral Ruedi Baur et Associés und bei Heine/Lenz/Zizka in Frankfurt am Main gründete er mit Gregor Ade und Stefan Hauser im Jahre 2000 das Designstudio ade hauser lacour. Er ist Partner der Corporate Design-Agentur hauser lacour Kommunikationsgestaltung GmbH in Frankfurt am Main. Lacour hat mehrfach ausgezeichnete Projekte realisiert. Darunter Corporate Design-Projekte für Siemens, Swiss Re, Münchener Rück, Sony, De Gruyter Publishers und die Deutsche Börse Group sowie Projekte im kulturellen Bereich, z. B. das Corporate Design des Museum für Moderne Kunst, Frankfurt, die Kölner Philharmonie, das Max-Planck-Institut Florenz, das Jüdische Museum Frankfurt am Main und die Alte Oper Frankfurt. Die Agentur hauser lacour entwickelt darüber hinaus Buch- und Editorial Design wie etwa das Design der Form, Zeitschrift für Gestaltung. Lacour war mehrfach Mitglied der Jury des Red Dot Design Awards. Er ist verheiratet und hat zwei Kinder.

## Lehre und Forschung
Laurent Lacour arbeitet in interdisziplinären Projekten an den Schnittstellen zwischen Kunst, Wissenschaft und Design. Die Studienbereiche vermitteln Wissen im Sinne eines integrierten, ganzheitlichen Forschungsansatzes.
Sein Forschungsprojekt Make the office great again beschäftigt sich als interaktive Rauminstallation in Zusammenarbeit mit Bernhard Franken, Hochschule Düsseldorf mit dem Spannungsfeld New Work: Souveränität und Kontrolle im kreativen Arbeitsumfeld der Zukunft. Nach Lehraufträgen an der SfG Basel, Zürich, Darmstadt und Karlsruhe ist er seit 2011 ordentlicher Professor für Corporate Identity und Corporate Design in Düsseldorf.

## Mitgliedschaften
- Art Directors Club (ADC) Deutschland
- Deutsche Designer Club (DDC)
- Verein zur Förderung von Architektur, Engineering und Design (aed)
- Jury des Red Dot Design Award (2011–2016)[12]